# Staje (Ukraina)
Staje (ukr. Стаївка, Stajiwka) – wieś w rejonie czerwonogrodzkim obwodu lwowskiego.
Znajduje się tu przystanek kolejowy Staje, położony na linii Rawa Ruska – Czerwonogród (Krystynopol).
W II Rzeczypospolitej do 1934 samodzielna gmina jednostkowa. Następnie należała do zbiorowej gminy wiejskiej Tarnoszyn w powiecie rawskim w woj. lwowskim. 
W latach 1943–1945 nacjonaliści ukraińscy z OUN-UPA zamordowali tutaj 61 Polaków, paląc większość polskich gospodarstw oraz kościół filialny.
Po wojnie wieś weszła w skład powiatu tomaszowskiego w woj. lubelskim. W 1951 roku Staje i Korczów jako jedyne z 10 wsi gminy Tarnoszyn (którą równocześnie przekształcono w gminę Ulhówek) zostały przyłączone do Związku Radzieckiego w ramach umowy o zamianie granic z 1951 roku.